# Ina Habermann
Ina Habermann (geboren 1965) ist eine an der Universität Basel tätige Anglistin. In Basel ist sie seit 2007 Professorin für englische Literatur.

## Werdegang
Ina Habermann arbeitete nach dem Abitur zunächst als Sekretärin. Von 1989 bis 1995 studierte sie an der Universität Frankfurt Anglistik, Germanistik und Soziologie. Zugleich arbeitete sie am Renaissance-Institut der Universität. Ihre Magisterarbeit verfasste sie zum Thema gegengeschlechtliche Kleidung und Geschlechteridentität im elisabethanischen und jakobäischen Theater. Anschliessend ging sie für drei Jahre an die Universität München, wo sie in einem Graduiertenkolleg zum Thema «Geschlechterdifferenz und Literatur» tätig war. 1998 wechselte sie als Assistentin an die Universität Erlangen. Sie blieb dort bis 2007. Im Jahr 2000 wurde sie an der Universität Frankfurt promoviert. Kurz nach ihrer Habilitation an der Universität Erlangen übernahm sie 2007 an der Universität Basel die Professur für Englische Literatur seit der Renaissance.

## Forschung
Habermann forscht unter anderem zu Shakespeare, der Frühen Neuzeit, Literatur und Film der Zwischenkriegszeit und der 1940er-Jahre, Kultur- und Literaturgeschichte und spatial studies. In ihrer Dissertation erforschte sie Verleumdungsdiskurse im englischen Renaissance-Drama und in Rechtstexten aus der Zeit um das Jahr 1600. In ihrer Habilitation untersuchte sie «Englishness» als symbolische Form. Dafür zog sie gehobene Unterhaltungsliteratur und -filme, sogenannte «middlebrow»-Werke, der Zwischenkriegszeit und der 1940er-Jahre heran. Habermann ist der Ansicht, dass mittelmässig befundenen Kunstwerken mehr Beachtung geschenkt werden sollte, da diese Einblicke in die gesellschaftliche Identitätsbildung ermöglichten.
An der Universität Basel initiierte Habermann das Kompetenzzentrum Kulturelle Topographien, das sie von 2008 bis 2017 auch leitete. Das Zentrum koordiniert Forschungen zum Thema Raum.

## Schriften
- Ina Habermann: Staging slander and gender in early modern England. Ashgate, Aldershot 2003, ISBN 0-7546-3384-5.
- Ina Habermann: Myth, memory and the middlebrow; Priestley, du Maurier and the symbolic form of Englishness. Palgrave Macmillan, Basingstoke 2010, ISBN 978-0-230-24136-7.
- Ina Habermann (Hrsg.): The road to Brexit; A cultural perspective on british attitudes to Europe. Manchester University Press, Manchester 2020, ISBN 978-1-5261-4508-6.